# Шалунья
«Шалунья» (итал. Monella), другое название «Фривольная Лола» (англ. Frivolous Lola) — итальянский эротический фильм режиссёра Тинто Брасса. Фильм снимался в Италии, в регионе Ломбардия, недалеко от Мантуи. Премьера фильма состоялась в Турции 26 июня 1998 года.

## Сюжет фильма
Действие фильма происходит в небольшом провинциальном городке северной Италии в 1950-е годы. Молодые люди — девушка Лола и юноша Мазетто — с детства дружат и собираются пожениться. Мазетто не хочет лишать Лолу девственности до тех пор, пока они не женаты. Но Лола нетерпелива и не хочет оставаться в целомудрии до брачной ночи. Прежде чем вступить в брак, она хочет убедиться, что Maзеттo — хороший любовник, и делает всё, чтобы сломать несовременные моральные устои Maзеттo и соблазнить его…

## В ролях
- Анна Аммирати — Лола — главная роль
- Макс Пароди
- Сюзанна Мартинкова — Мишель
- Патрик Мовер — Андре
- Франческа Нунци — Вилма
- Серена Гранди — Заира
- Витторио Аттене — Джинетто
- Осириде Певарелло
- Лаура Троттер — Кармелина
- Карло Реали — Тони
- Маурицио Пруденци — Римо
- Альберто Капоне — Джилдо
- Антонио Салинес
- Марио Пароди
- Роберта Фиорентини
- Тинто Брасс — дирижёр (нет в титрах)